# El linyera
 El linyera es una película de Argentina en blanco y negro dirigida por Enrique Larreta según su guion sobre su obra teatral homónima que se estrenó el 12 de septiembre de 1933 y que tuvo como protagonistas a Nedda Francy, Julio Renato, Domingo Sapelli y Mario Soffici.

## Sinopsis
Un vagabundo regresa al campo luego de recorrer el mundo durante años.

## Reparto
- Nedda Francy
- Julio Renato
- Domingo Sapelli
- Mario Soffici
- Felipe Berón
- Petrona Miranda

## Comentarios
Para Manrupe y Portela la película es una muestra de

“cine primitivo con el valor de mostrar el trabajo del primer escritor que intentó hacer cine argentino. Algunos exteriores prefiguran la obra de Soffici, quien asistió en la dirección”

El crítico Domingo Di Núbila opinó que Larreta:

”Habia  elegido un tema potencialmente riquísimo y de renovada actualidad, el del trabajador golondrina, que se conchababa en sucesivas cosechas (el algodón en el Chaco, la caña de azúcar en Tucumán, la vendimia en Cuyo, la fruta en Río Negro, etc., más todas las gigantescas recolecciones de cereales y oleaginosas) y se trasladaba de un sitio a otro viajando en vagones ferroviarios de carga. En su vida errante y frecuentemente sin techo, lejos de su familia y sus raíces, inerme ante abusos patronales, calmaba su angustia con alcohol o sexo, y hasta podía mandar al diablo todo vínculo personal, quizás esperando desembarazarse de angustias en la soledad, la indolencia y la irresponsabilidad. Para los habitantes de la Argentina rural era un personaje de la realidad cotidiana. Ésas y otras chances dramáticas no fueron apresadas por Larreta en su visión de un hombre que regresaba después de años de vagabundeo. Estática, exenta de naturalidad, pesada, El linyera en rigor no fue cine, y sus intérpretes (Mario Soffici, Nedda Francy) acudieron a una declamación de estilo teatral. Tenía, sí, logrado ambiente campero. La mayoría de los críticos la aplaudió, seguramente por la honestidad de su intención y la altura de su tono, pero no tuvo éxito. No obstante, Larreta indicó una posibilidad y una huella, y Soffici las vio. Lo que su director en El linyera intentó vanamente, él lo alcanzó años después. Según le contó Soffici a Osvaldo Soriano en 1973 para una nota aparecida en La Opinión “una cosa me confesó Larreta. Me dijo: mire, Güiraldes y yo vemos al campo desde una atalaya, no nos mezclamos con los hombres, ni sabemos del sudor y de las cosas de ellos”.

La Prensa escribió:

«No es esto cinematógrafo –dice la crítica del diario La prensa- propiamente dicho, síntesis, acción rápida, no, esto es teatro fotografiado en el celuloide (…) y aún gusta más como película.»

También se opinó:

«...lo más notable son los rostros de hombres y mujeres de campo que componen con su presencia cada escena. Ausentes de maquillaje y presencia escénica brindan naturalismo a un film de poca acción y muchos diálogos.»

## Pérdida y hallazgo de la copia
El filme fue reestrenado en 1939 con algunas modificaciones, abrevió el metraje, agregó música incidental y probablemente incorporó las transiciones, resueltas con efectos de laboratorio y esa copia del reestreno es la única que se conservó, en 16mm, por el Museo del Cine Pablo Ducrós Hicken. A partir de esa copia se hizo un nuevo negativo de imagen y sonido por ampliación, y luego una copia nueva en 35mm.